# آکتاشوو
آکتاشوو (انگلیسی: Aktashevo) یک شهرک در شهرستان گافوریسکی استان باشقیرستان کشور روسیه است.